# 1297
Il 1297 (MCCXCVII in numeri romani) è un anno  del XIII secolo.

## Eventi
- 8 gennaio: la famiglia Grimaldi prende possesso della roccaforte di Monaco, dando origine alla più antica dinastia tuttora regnante europea.
- 4 aprile: Papa Bonifacio VIII istituisce il Regno di Sardegna e Corsica, attribuito a Giacomo II il giusto della Casa d'Aragona.
- 10 maggio: i cardinali Jacopo e Pietro Colonna pubblicano il Manifesto di Lunghezza, chiedendo la deposizione di papa Bonifacio VIII e l'indizione un concilio.
- 11 settembre: Battaglia di Stirling Bridge - Le forze di Andrew de Moray e William Wallace sconfissero l'esercito inglese condotto da John de Warenne e Hugh de Cressingham (morto in battaglia).
- Edoardo I d'Inghilterra approva l'ultima edizione della "Magna Carta"

## Nati
- 25 marzo - Ernesto di Pardubice, arcivescovo cattolico ceco († 1364)
- 25 marzo - Andronico III Paleologo, imperatore bizantino († 1341)
- 14 agosto - Hanazono, imperatore giapponese († 1348)
- Bernardo Canaccio, poeta italiano
- Carlo II d'Alençon, condottiero francese († 1346)
- Ingeborg di Norvegia, nobile norvegese († 1357)
- Giovanna di Taranto, regina († 1323)
- Luigi di Borgogna, re († 1316)
- Ottone VI di Weimar-Orlamünde, nobile tedesco († 1340)
- Margaret Wake († 1349)

## Morti
- 23 gennaio - Florent de Hainaut, nobile
- 22 febbraio - Margherita da Cortona, religiosa italiana (n. 1247)
- 7 maggio - Simon d'Armentières, cardinale francese
- 21 maggio - Guta d'Asburgo, regina (n. 1271)
- 27 giugno - Bérard de Got, arcivescovo cattolico e cardinale francese
- 19 luglio - William de Vesci, nobile inglese (n. 1245)
- 13 agosto - Gertrude di Altenberg, badessa tedesca (n. 1227)
- 16 agosto - Giovanni II di Trebisonda, imperatore bizantino
- 18 agosto - Simone di Beaulieu, arcivescovo cattolico e cardinale francese
- 19 agosto - Ludovico di Tolosa, vescovo e francescano francese (n. 1274)
- 20 agosto - William Fraser, vescovo cattolico scozzese
- 20 agosto - Valeramo di Jülich, conte
- 14 settembre - Luigi di Brienne, conte francese
- 12 ottobre - Eleonora d'Inghilterra, sovrana inglese (n. 1264)
- Giovanni XI di Costantinopoli, arcivescovo ortodosso e teologo bizantino
- Filippo Benaglio, condottiero italiano
- Mariano II d'Arborea, sovrano
- Pietra Osio, religiosa italiana
- Soffredi del Grazia, scrittore italiano
- Stefanardo da Vimercate, religioso e scrittore italiano (n. 1230)
- Andrew de Moray, condottiero e patriota scozzese

## Calendario
| Calendario 1297 | Calendario 1297 | Calendario 1297 | Calendario 1297 | Calendario 1297 | Calendario 1297 | Calendario 1297 | Calendario 1297 | Calendario 1297 | Calendario 1297 | Calendario 1297 | Calendario 1297 | Calendario 1297 | Calendario 1297 | Calendario 1297 | Calendario 1297 | Calendario 1297 | Calendario 1297 | Calendario 1297 | Calendario 1297 | Calendario 1297 | Calendario 1297 | Calendario 1297 | Calendario 1297 | Calendario 1297 | Calendario 1297 | Calendario 1297 | Calendario 1297 | Calendario 1297 | Calendario 1297 | Calendario 1297 | Calendario 1297 | Calendario 1297 |
| --------------- | --------------- | --------------- | --------------- | --------------- | --------------- | --------------- | --------------- | --------------- | --------------- | --------------- | --------------- | --------------- | --------------- | --------------- | --------------- | --------------- | --------------- | --------------- | --------------- | --------------- | --------------- | --------------- | --------------- | --------------- | --------------- | --------------- | --------------- | --------------- | --------------- | --------------- | --------------- | --------------- |
|                 | 1               | 2               | 3               | 4               | 5               | 6               | 7               | 8               | 9               | 10              | 11              | 12              | 13              | 14              | 15              | 16              | 17              | 18              | 19              | 20              | 21              | 22              | 23              | 24              | 25              | 26              | 27              | 28              | 29              | 30              | 31              |                 |
| Gennaio         | Ma              | Me              | Gi              | Ve              | Sa              | Do              | Lu              | Ma              | Me              | Gi              | Ve              | Sa              | Do              | Lu              | Ma              | Me              | Gi              | Ve              | Sa              | Do              | Lu              | Ma              | Me              | Gi              | Ve              | Sa              | Do              | Lu              | Ma              | Me              | Gi              |                 |
| Febbraio        | Ve              | Sa              | Do              | Lu              | Ma              | Me              | Gi              | Ve              | Sa              | Do              | Lu              | Ma              | Me              | Gi              | Ve              | Sa              | Do              | Lu              | Ma              | Me              | Gi              | Ve              | Sa              | Do              | Lu              | Ma              | Me              | Gi              |                 |                 |                 |                 |
| Marzo           | Ve              | Sa              | Do              | Lu              | Ma              | Me              | Gi              | Ve              | Sa              | Do              | Lu              | Ma              | Me              | Gi              | Ve              | Sa              | Do              | Lu              | Ma              | Me              | Gi              | Ve              | Sa              | Do              | Lu              | Ma              | Me              | Gi              | Ve              | Sa              | Do              |                 |
| Aprile          | Lu              | Ma              | Me              | Gi              | Ve              | Sa              | Do              | Lu              | Ma              | Me              | Gi              | Ve              | Sa              | Do              | Lu              | Ma              | Me              | Gi              | Ve              | Sa              | Do              | Lu              | Ma              | Me              | Gi              | Ve              | Sa              | Do              | Lu              | Ma              |                 |                 |
| Maggio          | Me              | Gi              | Ve              | Sa              | Do              | Lu              | Ma              | Me              | Gi              | Ve              | Sa              | Do              | Lu              | Ma              | Me              | Gi              | Ve              | Sa              | Do              | Lu              | Ma              | Me              | Gi              | Ve              | Sa              | Do              | Lu              | Ma              | Me              | Gi              | Ve              |                 |
| Giugno          | Sa              | Do              | Lu              | Ma              | Me              | Gi              | Ve              | Sa              | Do              | Lu              | Ma              | Me              | Gi              | Ve              | Sa              | Do              | Lu              | Ma              | Me              | Gi              | Ve              | Sa              | Do              | Lu              | Ma              | Me              | Gi              | Ve              | Sa              | Do              |                 |                 |
| Luglio          | Lu              | Ma              | Me              | Gi              | Ve              | Sa              | Do              | Lu              | Ma              | Me              | Gi              | Ve              | Sa              | Do              | Lu              | Ma              | Me              | Gi              | Ve              | Sa              | Do              | Lu              | Ma              | Me              | Gi              | Ve              | Sa              | Do              | Lu              | Ma              | Me              |                 |
| Agosto          | Gi              | Ve              | Sa              | Do              | Lu              | Ma              | Me              | Gi              | Ve              | Sa              | Do              | Lu              | Ma              | Me              | Gi              | Ve              | Sa              | Do              | Lu              | Ma              | Me              | Gi              | Ve              | Sa              | Do              | Lu              | Ma              | Me              | Gi              | Ve              | Sa              |                 |
| Settembre       | Do              | Lu              | Ma              | Me              | Gi              | Ve              | Sa              | Do              | Lu              | Ma              | Me              | Gi              | Ve              | Sa              | Do              | Lu              | Ma              | Me              | Gi              | Ve              | Sa              | Do              | Lu              | Ma              | Me              | Gi              | Ve              | Sa              | Do              | Lu              |                 |                 |
| Ottobre         | Ma              | Me              | Gi              | Ve              | Sa              | Do              | Lu              | Ma              | Me              | Gi              | Ve              | Sa              | Do              | Lu              | Ma              | Me              | Gi              | Ve              | Sa              | Do              | Lu              | Ma              | Me              | Gi              | Ve              | Sa              | Do              | Lu              | Ma              | Me              | Gi              |                 |
| Novembre        | Ve              | Sa              | Do              | Lu              | Ma              | Me              | Gi              | Ve              | Sa              | Do              | Lu              | Ma              | Me              | Gi              | Ve              | Sa              | Do              | Lu              | Ma              | Me              | Gi              | Ve              | Sa              | Do              | Lu              | Ma              | Me              | Gi              | Ve              | Sa              |                 |                 |
| Dicembre        | Do              | Lu              | Ma              | Me              | Gi              | Ve              | Sa              | Do              | Lu              | Ma              | Me              | Gi              | Ve              | Sa              | Do              | Lu              | Ma              | Me              | Gi              | Ve              | Sa              | Do              | Lu              | Ma              | Me              | Gi              | Ve              | Sa              | Do              | Lu              | Ma              |                 |